# Coletividade de ultramar
Uma  coletividade de ultramar ou coletividade ultramarina (em francês: collectivité d'outre-mer, comumente designado pela sigla COM) assim como as regiões francesas, é uma divisão administrativa de primeira ordem da França. As coletividades de ultramar incluem os territórios que são regidos pelo artigo 74 da Constituição Francesa, alguns dos quais correspondentes aos antigos territórios de ultramar e outras entidades ultramarinas francesas com estatuto particular, que se tornaram coletividade de ultramar devido a reforma constitucional de 28 de março de 2003. As coletividades de ultramar não devem ser confundidas com as regiões de ultramar e os departamentos de ultramar, que não têm um estatuto particular. Como partes integrantes da França, as coletividades de ultramar estão representadas na Assembleia Nacional, no Senado e no Conselho Econômico, Social e Ambiental. Apenas uma coletividade de ultramar, São Martinho, faz parte da União Europeia e pode votar para eleger membros do Parlamento Europeu. As coletividades de ultramar do Pacífico usam o franco CFP, uma moeda vinculada ao euro, enquanto as do Atlântico utilizam o euro diretamente.
Atualmente existem cinco coletividades de ultramar:
- A Polinésia Francesa negociou, em 27 de fevereiro de 2004, um estatuto especial sob a denominação de país de ultramar. Dispõe de uma certa autonomia, com um presidente e representação diplomática no âmbito do Pacífico.[1]
- São Pedro e Miquelão, no oceano Atlântico, era anteriormente um departamento de ultramar, todavia em 1985 passaram a ser uma coletividade territorial. Tem um estatuto parecido aos departamentos, com um Conselho Geral. Com a reforma constitucional não teve que realizar nenhuma mudança.
- Wallis e Futuna, no oceano Pacífico, têm um estatuto específico. Antigo território de ultramar, desde 1961, com a reforma da Constituição passou a ser uma coletividade de ultramar. É o único território francês habitado que não está subdividido em comunas ou municípios. Além disso, está constituído por três monarquias tradicionais.
- São Martinho localiza-se no mar das Caraíbas (Caribe). Até 22 de fevereiro de 2007 foi parte do departamento de ultramar de Guadalupe, data em que juntamente com São Bartolomeu se converteu em coletividade autónoma.
- São Bartolomeu situa-se no mar das Caraíbas. Até 22 de fevereiro de 2007 foi parte do departamento de ultramar de Guadalupe, data em que juntamente com São Martinho se converteu em coletividade autónoma.

A ilha de Maiote foi uma coletividade de ultramar até 31 de março de 2011, data em que se tornou um departamento de ultramar. Na base desta mudança esteve um referendo, celebrado em 29 de março de 2009. Já a Nova Caledônia possui um status especial próprio.